# Stigmatomma fulvidum
Stigmatomma fulvidum is een mierensoort uit de onderfamilie van de Amblyoponinae. De wetenschappelijke naam van de soort is voor het eerst geldig gepubliceerd in 1987 door Terayama.